# Madonna col Bambino (Cima da Conegliano Minneapolis)
La Madonna col Bambino dell'Institute of Art di Minneapolis è un dipinto a olio su tavola (22,8x18,7 cm) di Cima da Conegliano, databile 1500-1504.